# 척 캠벨

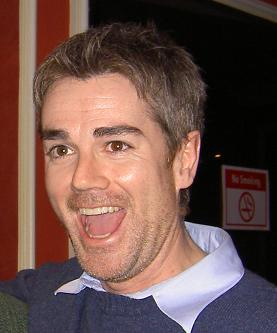

척 캠벨(Chuck Campbell, 1969년 8월 5일 ~ )은 캐나다의 연극 배우, 영화배우, 텔레비전 배우이다.

## 영화
- 제이슨이었던 이름의 남자: 13일의 금요일 30년 (2009년) - 본인 역
- 생츄어리 시즌1 (2008년) - 투 페이스트 가이 역
- 스타게이트 - 아틀란티스 (2004년)
- 제이슨 X (2001년)
- 엔젤 아이즈 (2001년)
- 캠퍼스 레전드 2 (2000년)
- 스트레인지 저스티스 (1999년)
- 슈퍼스타 (1999년)
- 매드니스 (1995년)